# Marco Giunio Penno
Marco Giunio Penno (in latino Marcus Iunius Pennus; fl. II secolo a.C.) è stato un politico romano.

## Biografia
Marco era figlio di un omonimo, che era stato edile curule nel 205 a.C. e pretore urbano nel 201 a.C..
Marco fu nominato pretore nel 172 a.C. e gli fu affidata la provincia della Spagna Citeriore. La sua presenza fu caratterizzata dalla inattività, perché i rinforzi da lui richiesti con urgenza al Senato giunsero solo dopo che egli aveva passato la provincia al suo successore.
Fu eletto console nel 167 a.C. e gli fu affidata la regione di Pisa come provincia.